# Ommegang van Lier
De Ommegang van Lier of de Lierse Ommegang is een ommegang die om de vijf jaar gehouden wordt in de stad Lier. Elke 25 jaar valt de ommegang samen met de Gummarusfeesten. De edities die niet samenvallen met de Gummarusfeesten krijgen sinds 2020 de naam Ommegang Anders. Apart is dat de ommegang telkens tweemaal wordt gehouden, namelijk op de eerste twee zondagen van oktober.
Door de coronamaatregelen werd de editie van 2020 uitgesteld tot 2022. De editie die normaal in 2025 zou plaatsvinden werd verschoven naar 2026.

## Ontstaan
De Lierse Ommegang is ontstaan uit de Heilige Sacramentsprocessie. In de stadsrekening van 1377 zijn reeds de kosten voor de muzikanten die in de processie "vore sacrament" liepen, terug te vinden. Vanaf de 15e eeuw werden er ook profane elementen aan de ommegang toegevoegd waaronder een Ros Beiaard en een draak.